# لاراول
لاراول (به انگلیسی Laravel) یک چارچوب متن باز پی اچ پی (PHP) است که توسط تیلور اوتول (Taylor Otwell)، برای توسعه نرم‌افزارهای وب بر پایه معماری مدل-نما-کنترل‌گر (MVC) و بسته‌های(packages) آمادهٔ چارچوب سیمفونی طراحی شده است و برای طراحی دیتابیس و مدیریت کدهای بک‌اند استفاده می‌شود. هرچند سازندهٔ اصلی این فریمورک یعنی تیلور اوتول اعتقاد دارد که لاراول برپایهٔ MVC نیست.
بعضی از ویژگی‌های لاراول به صورت ماژولار و بسته‌بندی‌شده ارائه شده است. در مارس ۲۰۱۵، لاراول به عنوان معروف‌ترین چهارچوبPHP شناخته شد. کدهای باز لاراول بر روی گیت‌هاب میزبانی می‌شود و تحت لیسانس MIT ارائه شده است.

## تاریخچه لاراول
تیلور اوتول  برای این لاراول را ساخت تا تلاش کند یک راه حل پیشرفته تر از فریم ورک کدایگنایتر را ارائه کرده باشد. اولین نسخه آزمایشی لاراول در ۹ ژوئن ۲۰۱۱ در دسترس قرار گرفت و در یک ماه بعد نسخه کامل شده لاراول منتشر شد. لاراول ۱ شامل مکانسیم‌های مدل، نما، نشست، و مسیریابی بود ولی فقدان وجود کنترل‌گر در آن باعث شد تا حالت چارچوب MVC واقعی را از دست بدهد.
لاراول ۲ در سپتامبر سال ۲۰۱۱ همراه با بهینه‌سازی‌های متعدد منتشر شد. ویژگی اصلی آن وجود کنترل‌گر در آن بود، که لاراول ۲ را به‌طور کامل جزء فریم ورک‌ها قرار می‌داد. امکان دیگری که در آن به وجود آمد سیستم قالب بندی آن به نام Blade بود، همچنین در لاراول ۲ استفاده از پکیج‌ها همان طوری که کم‌تر از آن‌ها پشتیبانی می‌شد به‌طور کامل از بین رفت.
لاراول ۳ در فوریه سال ۲۰۱۲ منتشر شد، ویژگی مهم آن استفاده از واسط خط فرمان (CLI) بود که با نام Artisan شناخته شد. پشتیبانی داخلی از مدیریت سیستم بانک اطلاعاتی، و مهاجرت پایگاه‌داده (Migration)، لایه‌های بانک اطلاعاتی، پشتیبانی از رویدادها و سیستم پکیجینگ که Bundle نامیده می‌شد. محبوبیت لاراول را در بین کاربران بالا برد.
لاراول ۴، بر پایه کدهای Illuminate در می سال ۲۰۱۳ منتشر شد. این نسخه به‌طور کامل مجدداً بازنویسی شده بود. امکانات migrate به‌طور جداگانه در کامپوزر قرار گرفت. امکاناتی نظیر ارسال به ایمیل به چند شیوه متفاوت و پشتیبانی از حذف شدن با تأخیر رکوردهای بانک اطلاعاتی به عنوان soft deletion از دیگر امکانات آن بود.
لاراول ۵ در فوریه سال ۲۰۱۵ منتشر شد. این نسخه با تغییر شماره نسخه ۴٫۳ بود. از امکانات این نسخه پشتیبانی از برنامه‌ریزی برای دوره اجرای وظایف از طریق پکیج Scheduler بود. بهینه شدن پکیج‌های assets از طریق Elixir و سیستم ورود کاربری به راحتی از طریق پکیج Socialite package قابل کنترل شده بود. لاراول ۵ همچنین ساختار درختی را برای ساخت نرم‌افزار معرفی کرد.
لاراول ۵٫۱ در سال ۲۰۱۵ منتشر شد، این نسخه با پشتیبانی طولانی همراه است و باگ‌های زیادی در این نسخه برطرف شده است.
هر ۶ ماه نسخه جدیدی از لاراول منشتر می‌شود و آخرین نسخه از لاراول نسخه ۱۰ می‌باشد. برای مشاهده جزئیات هر ورژن می‌توانید به مستندات رسمی لاراول مراجعه کنید.

## ویژگی‌های فریم‌ورک لاراول
- استفاده از بسته‌های نرم‌افزاری از زمان لاراول نسخه ۳ فراهم شد. با این ویژگی می‌توان به راحتی اپلیکیشن‌های تجاری را به وجود آورد. از نسخه ۴ سیستم composerها به لاراول اضافه شد. کامپوزریک سیستم مدیریت پکیچ‌ها برای زبان پی‌اچ‌پی می‌باشد که به صورت درونی در لاراول قراره داده شده است.
- ORM نقشه ارتباط بین اشیا: یک ویژگی پیشرفته پیاده‌سازی شده از پی‌اچ‌پی برای الگوی فعالیت رکوردها در بانک اطلاعاتی است.
- ساخت کوئری: از نسخه لاراول ۴ به وجود آمد؛ که امکان دسترسی مستقیم به ORMها را می‌داد. به جای تایپ مستقیم کوئری‌های اس‌کیوال لاراول این امکان را می‌دهد تا کوئری‌ها با برنامه تر ساخته شوند و برای استفاده‌های مجدد ذخیره‌سازی گردند.
- مسیریابی بازگشتی که رابطه بین لینک‌ها و مسیرها را تعریف می‌کند.
- میان افزار (Middleware): میان افزارها امکان فیلتر کردن درخواست‌های HTTP ورودی به یک برنامه را فراهم می‌کنند. آن‌ها می‌توانند برای وظایف مختلفی مانند احراز هویت، ثبت وقایع (لاگینگ) و مدیریت هدرهای CORS استفاده شوند.
- موتور قالب blade که به راحتی چند تا از مدل‌های داده‌ای را با محصول نهایی ویو ترکیب می‌کند.
- migrationها کلاس‌هایی با قابلیت ایجاد تغییرات در پایگاه‌داده هستند که وظیفه ایجاد، حذف و تغییر جداول بدون استفاده از کدهای اس‌کیوال را بر عهده دارند. البته انجام تمامی موارد در نهایت به وسیله اس‌کیوال انجام می‌شود و منظور در اینجا عدم استفاده از کد اس‌کیوال به‌طور مستقیم برای توسعه‌دهنده هنگام طراحی مایگریشن است.
- لاراول یک فریم ورک MVC است و علاوه بر افزایش امنیت به دلیل وجود این ساختار، دارای متدهایی مانند CSRF Token جهت افزایش امنیت فرم‌ها می‌باشد.
- در نسخه‌های جدید این چارچوب نرم‌افزاری امکان بهره‌مندی از چارچوب‌های ویو جی‌اس، بوتسترپ و… در لایه view فراهم شده است.

## خط فرمان آرتیسان
به خط فرمان لاراول (Artisan CLI) گفته می‌شود؛ که در لاراول ۳ با محدودیت‌هایی معرفی شد. لاراول بعدها به یک معماری بر پایه کامپوزر مهاجرت کرد که اجازه می‌داد آرتیسان با اجزا فریم ورک سیمفونی ترکیب شود، در نتیجه در لاراول ۴ ویژگی‌های دیگر آرتیسان اضافه شد.

## چرخه انتشار لاراول
| نسخه | تاریخ انتشار   | نسخه PHP  | یادداشت                |
| ---- | -------------- | --------- | ---------------------- |
| ۱٫۰  | ژوئن ۲۰۱۱      |           | —                      |
| ۲٫۰  | سپتامبر ۲۰۱۱   |           | —                      |
| ۳٫۰  | ۲۲ فوریه ۲۰۱۲  |           | —                      |
| ۳٫۱  | ۲۷ مارس ۲۰۱۲   |           | —                      |
| ۳٫۲  | ۲۲ مه ۲۰۱۲     |           | —                      |
| ۴٫۰  | ۲۸ مه ۲۰۱۳     | ≥ ۵٫۳٫۰   | —                      |
| ۴٫۱  | ۱۲ دسامبر ۲۰۱۳ | ≥ ۵٫۳٫۰   | —                      |
| ۴.   | ۱ ژوئن ۲۰۱۴    | ≥ ۵٫۴٫۰   | —                      |
| ۵٫۰  | ۴ فوریه ۲۰۱۵   | ≥ ۵٫۴٫۰   | —                      |
| ۵٫۱  | ۹ ژوئن ۲۰۱۵    | ≥ ۵٫۵٫۹   | نسخه پشتیبانی بلند مدت |
| ۵٫۲  | ۲۱ دسامبر ۲۰۱۵ | ≥ ۵٫۵٫۹   | —                      |
| ۵٫۳  | ۲۳ اوت ۲۰۱۶    | ≥ ۵٫۶٫۴   | —                      |
| ۵٫۴  | ۲۴ ژانویه ۲۰۱۷ | ≥ ۵٫۶٫۴   | —                      |
| ۵٫۵  | ۳۰ اوت ۲۰۱۷    | ≥ ۷٫۰٫۰   | نسخه پشتیبانی بلند مدت |
| ۵٫۶  | ۷ فوریه ۲۰۱۸   | ≥ ۷٫۱٫۳   | —                      |
| ۵٫۷  | ۴ سپتامبر ۲۰۱۸ | ≥ ۷٫۱٫۳   | —                      |
| ۵٫۸  | ۲۶ فوریه ۲۰۱۹  | ≥ ۷٫۱٫۳   | —                      |
| ۶    | ۳ سپتامبر ۲۰۱۹ | ≥ ۷٫۲٫۰   | نسخه پشتیبانی بلند مدت |
| ۷    | ۳ سپتامبر ۲۰۱۹ | ≥ ۷٫۲٫۵   | —                      |
| ۹    | ۲۵ ژانویه ۲۰۲۲ | ≥ ۸٫۰٫۰   | نسخه پشتیبانی بلند مدت |
| ۱۰   | ۱۴ فوریه ۲۰۲۳  | 8.1 - 8.3 |                        |
| ۱۱   | ۱۲ مارس ۲۰۲۴   | ≥ 8.2     |                        |
| ۱۲   | اوایل سال ۲۰۲۵ | ≥ 8.2     |                        |

ورژن فعلی = ۱۱
| توضیحات: | ورژن‌های قدیمی و عدم پشتیبانی | ورژن قدیمی همراه با پشتیبانی | ورژن فعلی |

چرخه انتشار